# 在日スーダン人
在日スーダン人（ざいにちスーダンじん、アラビア語: سودانيون في اليابان）は、日本に一定期間在住するスーダン国籍の人々である。

## 統計
日本の法務省の在留外国人統計によると、2023年12月末時点で在日スーダン人は345人である。
在留資格別（3位まで）
| 順位 | 在留資格 | 人数 |
| ---- | -------- | ---- |
| 1    | 家族滞在 | 84   |
| 2    | 留学     | 53   |
| 3    | 永住者   | 51   |

都道府県別（3位まで）
| 順位 | 都道府県 | 人数 |
| ---- | -------- | ---- |
| 1    | 大阪     | 70   |
| 2    | 東京     | 49   |
| 3    | 千葉     | 45   |